# Helenoscoparia nigritalis
Helenoscoparia nigritalis là một loài bướm đêm trong họ Crambidae.